# Cangzhou Mighty Lions
Cangzhou Mighty Lions Football Club (Chinees: 石家莊永昌) is een Chinese professionele voetbalclub uit Cangzhou. De club werd in 2011 opgericht als Fujian Smart Hero. In 2014 promoveerde Shijiazhuang Ever Bright naar de Super League. In 2016 degradeerde de club. In 2019 promoveerde de club na een tweede plaats. In 2020 eindigde de club als laatste maar ontsnapte aan degradatie door het faillissement van Jiangsu FC. Voor het seizoen 2021 werd de naam gewijzigd in Cangzhou Mighty Lions.

## Naamsveranderingen
- 2011: oprichting club onder de naam Fujian Smart Hero
- 2013: Shijiazhuang Yongchang Junhao
- 2014: Shijiazhuang Yongchang
- 2015: Shijiazhuang Ever Bright
- 2021: Cangzhou Mighty Lions

## Bekende (oud-)spelers
- Adriano (2017)
- Carlão (2014–2015)
- Sylvano Comvalius (2012)
- Eiður Guðjohnsen (2015)
- Jürgen Locadia (2023–)
- Matheus (2016–2020)
- Diego Maurício (2016)
- Rúben Micael (2015–2017)
- Marcelo Moreno (2019)
- Jacob Mulenga (2015–2017)
- Muriqui (2019–2021)

## Bekende (oud-)trainers
- Afshin Ghotbi (2016–2018, 2019–2021)
- Svetozar Šapurić (2021–2023)

Beijing Guoan · 
Cangzhou Mighty Lions ·
Changchun Yatai ·
Chengdu Rongcheng ·
Henan · 
Meizhou Hakka · 
Nantong Zhiyun · 
Qingdao Hainiu ·
Qingdao West Coast ·
Shandong Taishan · 
Shanghai Shenhua ·
Shanghai Port ·
Shenzhen Peng City ·
Tianjin Jinmen Tiger · 
Wuhan Three Town
Zhejiang